# 펜시블스 유나이티드 AFC
펜시블스 유나이티드 AFC(Fencibles United Association Football Club)는 아마추어 축구단으로 현재 노던 리그에 참가하고 있다. 구단은 뉴질랜드 오클랜드에 위치하며, 구단의 모체는 파쿠랑아 타운 AFC와 호위크 AFC이다.

## 역사
1995년, 이스트 오클랜드의 구단인 파쿠랑아 타운 AFC와 호위크 AFC 합병하여 펜시블스 유나이티드 AFC가 창단되었다.
클럽의 이름으로 'Fencibles United AFC'는 Fencibles 지역 최초의 유럽인 정착민의 이름에서 영감을 받은 것으로 'Fencibles'라는 이름은 Royal New Zealand Fencible Corps를 의미하며  여기서' Fencible '은 방어할 수 있다는 의미의 'Defencible'이라는 단어에서 파생되었다.
흰색 테두리가 있는 빨간색, 파란색의 클럽 '플레이 스트립'은 뉴질랜드 왕립 펜시블스 군단의 복장을 반영한 것이다. 2016년 말, 펜시블스 FC는 나이키의 새로운 키트를 선보였다. 새로운 홈킷은 두 개의 빨간색 줄무늬와 중앙을 따라 내려가는 파란색 줄무늬 하나로 구성되었다.
뉴질랜드의 전국 녹아웃 컵 대회인 채텀 컵에서 구단이 최고 성적을 기록한 것은 2003년 이었다. 구단은 5라운드에서 센트럴 유나이티드 FC에게 패하기 전까지 대회 16강에 진출했었다.